# کاتلیا
کاتلیا (نام علمی: Cattleya) نام یک سرده از تبار رودرختان است.